# Volendam
Volendam is een dorp in de gemeente Edam-Volendam, in de Nederlandse provincie Noord-Holland. In 2023 is Volendam een plaats met zo'n 22.580 inwoners. De plaats staat bekend om haar historische centrum, klederdracht en vissersboten.  

## Geschiedenis

### Vroege geschiedenis
Volendam heette oorspronkelijk Folle(n)dam. Oorspronkelijk kwam hier de IJe of E, waaraan de plaats Edam lag, in de Zuiderzee. In 1357 groeven de Edammers een kortere verbinding tussen het Purmermeer en de Zuiderzee. Daarna werd voor de oude haven van Edam een dam aangelegd en de oude haven werd dichtgemaakt; vandaar Follendam. Zo kreeg Edam een nieuwe haven, het Oorgat. Al snel vestigden zich hier boeren en vissers. Ook bleven sommige grondwerkers na de beëindiging van het graafwerk achter in het nieuw ontstane dorp.

### Kunstenaarskolonie
In de late 19e en vroege 20e eeuw trok Volendam een diverse gemeenschap van kunstenaars aan die gefascineerd waren door het authentieke en pittoreske leven van de inwoners van Volendam.
In die tijd werd Hotel Spaander een centraal ontmoetingspunt voor deze kunstenaars, omdat het accommodatie, werkplaatsen en een gastvrije omgeving bood waar kunstenaars hun ambacht konden ontwikkelen. Het hotel verwierf erkenning binnen de kunstwereld, en de aanwezigheid van buitenlandse kunstenaars in Hotel Spaander droeg in belangrijke mate bij aan de wereldwijde bekendheid van Volendam, aangezien hun kunstwerken, vaak beïnvloed door de schilderachtige schoonheid van Volendam, het profiel van het dorp verder verhoogden en zijn unieke cultuur vierden.  

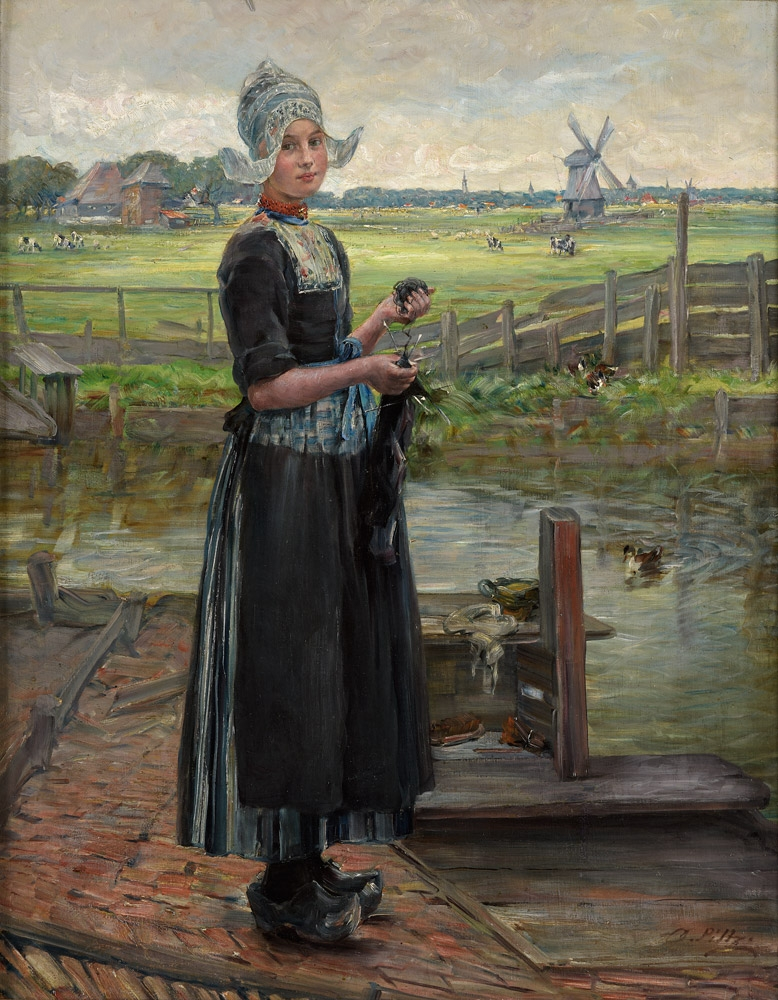
Hollands meisje, Otto Piltz (1908)

Tegenwoordig beheert Hotel Spaander een uitgebreide collectie van meer dan 1300 kunstwerken die in Volendam zijn gemaakt, inclusief hedendaagse stukken verworven via een artist in residence-programma, tot behoud van zijn rijke artistieke erfgoed. Bovendien sieren een aanzienlijk aantal schilderijen geïnspireerd door Volendam de muren van internationaal gerenommeerde musea, waaronder het Tate Britain, de National Gallery of Art, het Ulster Museum, het Museum Boijmans Van Beuningen, het Van Gogh Museum en het Rijksmuseum.

### Nieuwjaarsbrand
In de nieuwjaarsnacht van 2000 op 2001 veroorzaakte het aansteken van een bos sterretjes in Café De Hemel in Volendam een extreem felle, kortdurende brand. Het café was vol met jonge mensen. De sterretjes zorgden ervoor dat de kurkdroge kerstversiering die aan het plafond was bevestigd in brand vloog. Bij deze brand kwamen veertien mensen om door vertrapping, zuurstofgebrek en zeer ernstige brandwonden. Ongeveer 350 personen raakten gewond, van wie velen ernstig. Enkele jongeren van buiten het café schoten anderen te hulp, waardoor zij zelf het leven verloren. De brand leidde tot levenslang merkbare verminkingen en handicaps door de ernstige brandwonden in het gezicht en op de rest van het lichaam. Er waren zoveel gewonden dat de capaciteit van de brandwondencentra in Beverwijk, Groningen en Rotterdam te klein was. Daarom werden gewonden ook overgebracht naar onder andere Leuven en Brussel.

## Dialect
In Volendam wordt het Volendams dialect gesproken, een unieke en regionale variant van het West-Fries. Het Volendams dialect is diep geworteld in de geschiedenis en cultuur van het dorp Volendam, en het wordt nog steeds door de meerderheid van de inwoners gebruikt in hun dagelijkse gesprekken.
Het dialect staat bekend om zijn eigenzinnige uitspraak en woordenschat, en draagt bij aan de identiteit van Volendam als hechte gemeenschap.

## Religie
Volendam is historisch gezien een rooms-katholiek dorp geweest in een verder veelal protestantse omgeving. Voorheen was het dorp bekend omdat het het hoogste aantal Nederlandse missionarissen en priesterroepingen per vierkante kilometer kende. Door de secularisatie en ontkerkelijking loopt ook in Volendam het kerkbezoek terug. Eind jaren 1990 kwam een revival, zo berichtte De Groene Amsterdammer over de oplevende Maria-devotie rond de kapel van het beeld Onze Lieve Vrouw van het Water.
Volendam heeft drie kerkgebouwen:
- De hervormde Stolphoevekerk uit 1658.
- De rooms-katholieke Sint-Vincentiuskerk uit 1860.
- De rooms-katholieke Sterre der Zeekerk uit 1962 van de architecten H. Oudejans en A. Alberts.
- Verder was er nog de rooms-katholieke kerk Kruispunt uit 1972 van architect H.A. Knoop, in 2012 aan de eredienst onttrokken en in 2013 gesloopt om plaats te maken voor een villa.

## Politiek
Volendam was tot aan de Europese Parlementsverkiezingen van 2009 een CDA-bolwerk. Tijdens deze verkiezingen werd de PVV de grootste partij in het dorp en had het zelfs het hoogste percentage PVV-stemmers van Nederland. Dit is vooral opmerkelijk vergeleken met de rest van Noord-Holland. Dit is inmiddels achterhaald. Ook tijdens daaropvolgende verkiezingen van 2010 en 2011 was de PVV in Volendam de grootste partij. De partij heeft echter geen vertegenwoordiging in de gemeenteraad van de gemeente Edam-Volendam. In deze gemeenteraad zetelt wel de lokale partij Lijst Kras, die de grootste partij is van de gemeente Edam-Volendam.
Bij de Provinciale Statenverkiezingen 2019 werd de rechtspopulistische partij Forum voor Democratie verreweg de grootste partij in Volendam. De partij van Thierry Baudet haalde ongeveer 40 procent van de stemmen in het dorp, het hoogste percentage van Nederland.

## Feesten
- Kermis: het beroemdste feest in Volendam is de kermis, die jaarlijks tijdens het tweede weekend na de laatste donderdag van augustus plaatsvindt. Het feest duurt vier dagen en begint op vrijdag, veelal met bedrijfsfeesten die op de dijk voortgezet worden. Op de dijk wordt veel gefeest en in het centrum van het dorp staat een groot aantal attracties. Veel Volendammers sparen het hele jaar geld in hun stamkroeg, zodat ze met de kermis een goed gevuld potje hebben. Op de laatste dag (de maandag) begint het feest al 's morgens vroeg, zijn de meeste feestgangers verkleed (waarbij vriendenploegen vaak herkenbaar zijn aan hetzelfde thema) en is er ook een grote markt.
- Volendammerdag: elk jaar op een zondag in juni. Vele Volendammers dragen die dag originele klederdracht en overal worden oude ambachten (zoals palingroken) getoond. Ook zijn er optredens van lokale bands in de vele kroegen die Volendam rijk is.

## Bezienswaardigheden
- Volendams Museum met het sigarenbandjeshuisje
- Palingsoundmuseum
- Het Doolhof
- De Dijk
- Haven
- Diamantslijperij
- Sint-Vincentiuskerk
- Schilderijencollectie van Hotel Spaander
- Stolphoevekerk, de oudste en best bewaarde stolpkerk (Rijksmonument).
- Coop. Visafslag St. Vincentius (Rijksmonument)
- Houten klokkenstoel met de Trouwklok uit 1771 (Rijksmonument)Visafslag Sint-Vincentius

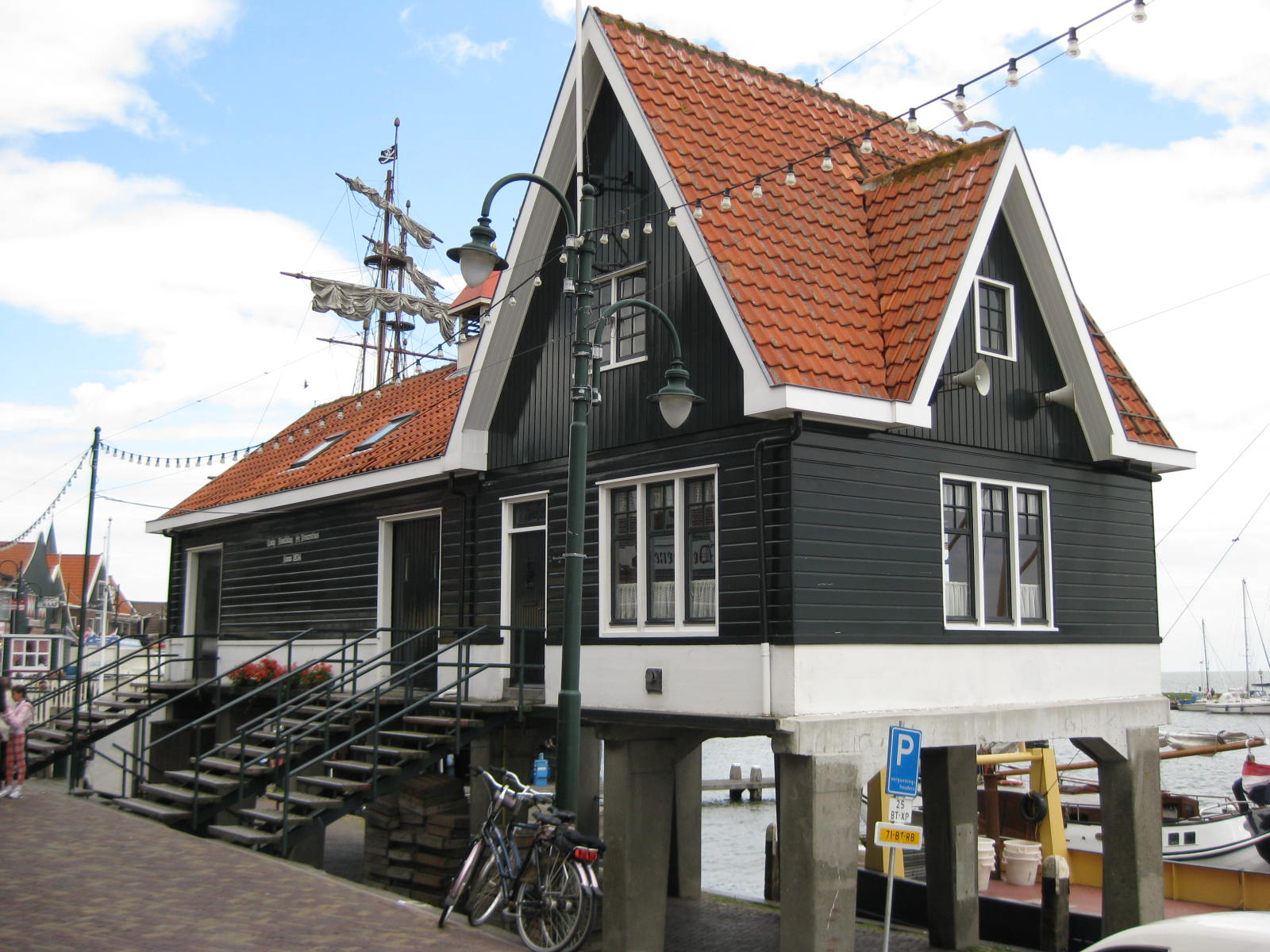
Visafslag Sint-Vincentius

## Klederdracht

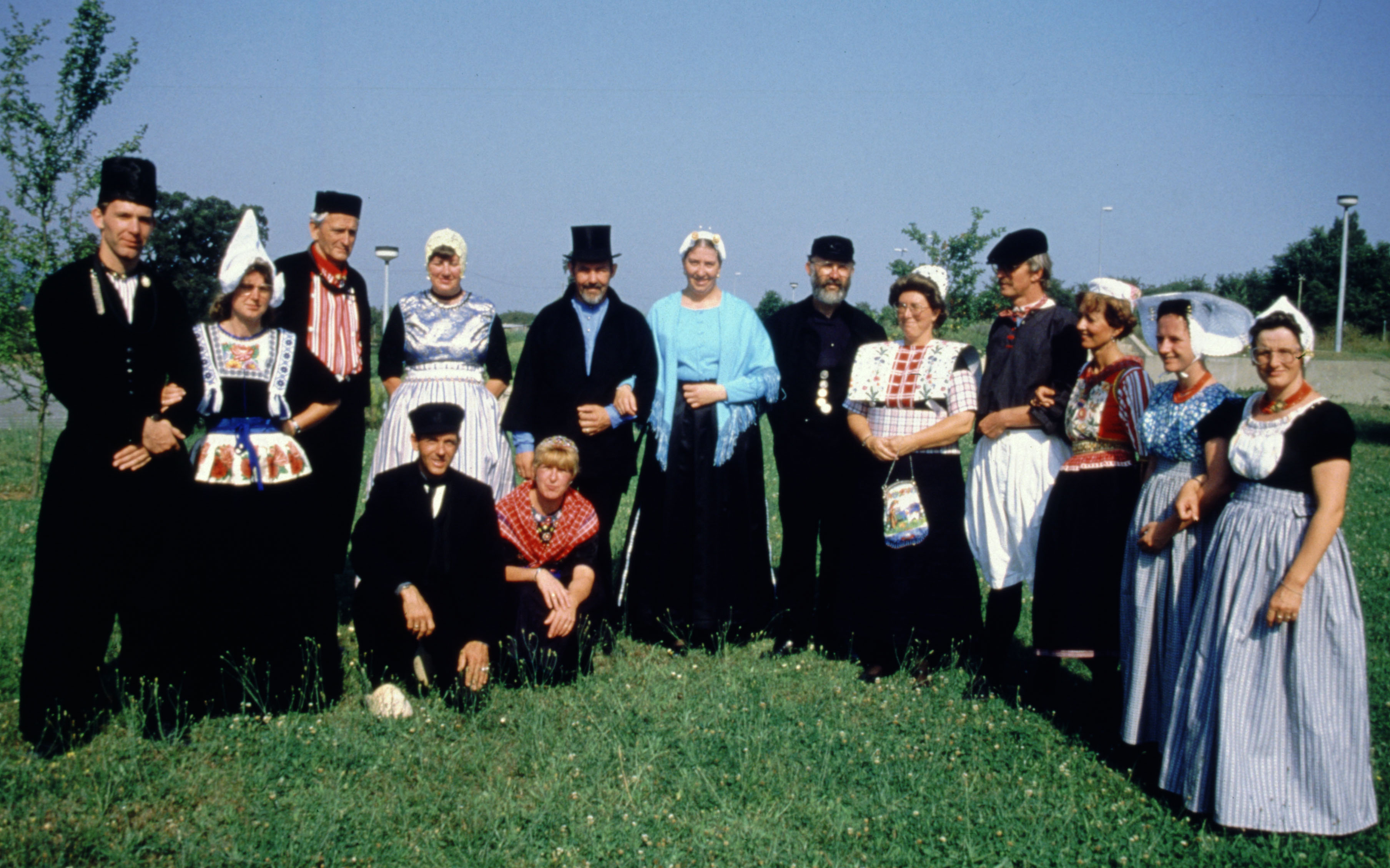
Klederdrachten uit diverse plaatsen. Links tweemaal Volendam.

Frau Antje, het meisje, dat in Duitsland de Nederlandse kaas promoot, draagt een afgeleide van de Volendamse dracht. Ook veel toeristen komen naar Volendam vanwege de klederdracht. De dracht is bekend geworden dankzij de schilders die rond 1900 in Volendam neerstreken. Hille Butter was een van de vrouwen die begin 20e eeuw vaak in deze dracht door kunstenaars werd vastgelegd. Kenmerkend is vooral de Volendammer hul die op het hoofd wordt gedragen, en de bloedkoralen kettingen, bestaande uit drie rijen dikke bloedkoraal, met een rechthoekig gouden slot, waarop vaak een scheepje of iets dergelijks is afgebeeld. De foto in Volendamse Klederdracht is een van de grootste toeristische attracties van Volendam.

## Winkelen
Er zijn veel toeristische winkels langs de Dijk. De meest bezochte winkelcentrums zijn "Het Havenhof", "De Stient" en winkels langs "De Van Baarstraat".

### Markt
In de Zeestraat is er markt op zaterdag van 10:00 - 17:00 uur. Tot oktober 2012 was dit in de C.J. Conijnstraat.

## Muziek
Volendam is een van de laatste plaatsen in Nederland waar verschillende oude volksliedtradities bewaard bleven: terwijl de volksliederen die men elders zong in majeur stonden en jong waren (vermoedelijk niet ouder dan de negentiende eeuw), kon men hier halverwege de twintigste eeuw nog liederen in mineur en modale toonladders optekenen. Bovendien kenmerkte de traditionele zang zich door de vele versieringen; deze manier van voordragen werd mooi zingen genoemd.
Volendam is ook het onderwerp geweest van verschillende populaire liedjes. Canyon en Stampvast brachten elk een versie van Mooi Volendam uit op een single (in 1981 en 1987) en De Dekkerband het nummer Volendammer volkslied (in 1985). Beide zijn niet het officiële volkslied.
Volendam vormt de thuisbasis van een groot aantal popgroepen en andere muzikanten zoals The Cats, BZN, Nick & Simon, 3JS en Jan Smit. Ook Jan Akkerman woont in Volendam. Muziek uit Volendam is ook wel bekend onder de naam palingsound. 100% NL zond op eerste kerstdag 2007 de Volendam Top 100 uit. De Votown Allstars, dat is de naam van de gelegenheidsformatie die bestond uit Jan Smit, 3JS en Nick & Simon. Deze traden in 2013 op in het FC Volendam stadion, na eerdere succesvolle concerten in de vier jaren ervoor. In 2013 werd onder initiatief van RTV L.O.V.E. en met ondersteuning van 17 Noord-Hollandse radio-stations de Volendammer Top 1000 samengesteld door het publiek en uitgezonden.

## Sport

### Voetbal
Volendam heeft een rijke voetbalhistorie, met een profclub FC Volendam die afwisselend in de Eredivisie en de Eerste Divisie speelt, en een amateurvereniging, RKAV Volendam. Verder is er nog de zaalvoetbalvereniging "ZVV Volendam".

### Handbal
De handbalvereniging KRAS/Volendam behaalde in 2005, 2006, 2007, 2010, 2011, 2012 en 2013 het landskampioenschap. Ook werd er zevenmaal de Super Cup en achtmaal de Beker van Nederland gewonnen. Verder is KRAS/Volendam maatschappelijk betrokken bij projecten om de plaatselijke jeugd enthousiast te maken voor sport en beweging in het algemeen.

## Verkeer en vervoer
Volendam is bereikbaar vanaf Purmerend via de N244. Vanaf Hoorn, Amsterdam en Monnickendam via de N247 Vanaf Edam via de Zuidpolderzeedijk, de Dijkgraaf de Ruijterlaan, de Dijkgraaf Poschlaan en de N247/N517.

### Veerdienst
Het hele jaar door is er een veerdienst tussen Volendam en Marken. De veerdienst vaart 365 dagen per jaar met uitzondering van calamiteiten. 

### Openbaar vervoer
De enige vorm van openbaar vervoer in Volendam is sinds 1956 de bus. Aanvankelijk door de NACO, na 1972 door de NZH, vanaf 1999 door Connexxion en vanaf 2005 door Arriva. Het busvervoer wordt sinds 11 december 2011 verzorgd door EBS. Per bus is Volendam goed verbonden met Amsterdam en het busstation van Edam. Daarnaast zijn er verbindingen met Purmerend. In de zomer van 2016 is ook gestart met een toeristische buslijn naar de Zaanse Schans.

### Tram
Van 1905 tot 1944 had Volendam een normaalsporige stoomtramverbinding via Edam met Kwadijk. Van 1932 tot 1956 had Volendam een metersporige elektrische tramverbinding via Edam met Amsterdam-Noord. Daarna namen bussen van de NACO het vervoer over. Zie ook: de Waterlandse tram. 

## Geboren in Volendam
- Hille Butter (1891-1968), model
- Rudolf Spaander (1894-1950), voetballer en atleet
- Cornelis Veerman (1908-1994), missiebisschop in Brazilië
- Jacob Tol, 1914-2006), priester
- Dick Tol (1934-1973), voetballer
- Jannie Schilder (1936), voetballer
- Jan Keizer (1940-2024), voetbalscheidsrechter
- Jaap Schilder (1943), gitarist en pianist
- Piet Veerman (1943), zanger
- Cees Veerman (1943-2014), gitarist, componist en zanger
- Wim Kras (1944-2023), voetballer
- Arnold Mühren (1944), bassist
- Gerrie Mühren (1946-2013), voetballer
- Jaap Buijs (1946-2015), artiestenmanager
- Theo Klouwer (1947-2001), drummer
- Harmen Veerman (1947), zanger en gitarist
- Cees Tol (1947-2018), muzikant
- Dick de Boer, voetballer
- Jan Tuijp (1948), muzikant
- Jan Veerman (1948-2025), zanger
- Jan Keizer (1949), zanger
- Dick Plat (1950), muzikant
- Thomas Tol (1950), toetsenist
- Leo Hogenboom (1951), acteur
- Arnold Mühren (1951), voetballer
- Jan Keizer (1952), pianist en accordeonist
- Martin Veerman (1954-2013), muzikant
- Jack Veerman (1954), drummer
- Jaap de Witte (1954), muzikant
- Jan Mühren (1955), zanger en gitarist
- Jaap Veerman (Corn) (1956), zanger, songwriter en gitarist
- Kees Plat (1957), zanger en songwriter
- Keje Molenaar (1958), voetballer
- Pier Tol (1958), voetballer
- Anny Schilder (1959), zangeres
- Maribelle 'Marie' Kwakman (1960), zangeres
- Carla Braan (1961-2016), olympische gymnaste[8]
- Johan Steur (1962), oud-voetballer en assistent-coach FC Volendam
- Carola Smit (1963), zangeres
- Patrick Mühren (1964), drummer en muziekproducent
- Wim Jonk (1966), voetballer
- René Binken (1970), voetballer
- Tamara Tol (1972), zangeres
- Jan Dulles (1975), zanger
- Johan Veerman (1976), televisieregisseur en editor
- Jaap Kwakman (1977), muzikant
- Linda Schilder (Purmerend 1980), zangeres
- Simon Stein (1980), zanger
- Henry Bakker (1981), voetballer
- Kees Tol (1982), acteur/presentator
- Theo Zwarthoed (1982), voetbalkeeper
- Nick Schilder (1983), zanger
- Jack Tuijp (1983), voetballer
- Martine Bond (1984), zangeres
- Simon Keizer (1984), zanger
- Jan Smit (1985), zanger/presentator/acteur
- Case Mayfield (1987), singer-songwriter
- Kees Tol (1987), voetballer
- Leon Tol (1987), voetballer
- Jan de Witte (1988), muzikant
- Monique Smit (1989), zangeres/presentatrice
- Geraldine Kemper (1990), presentatrice
- Debbie Bont (1990), handbalster
- Henk Veerman (1991), voetballer
- Gerry Vlak (1996), voetballer
- Joey Veerman (1998), voetballer
- Jari Vlak (1998), voetballer
- Jessica Schilder (1999), atlete
- Jim Beers (2000), voetballer
- Kees de Boer (2000), voetballer
- Stephanie Kemper (2001), voetbalster
- Roy Steur (2005), voetballer
- Sean Steur (2008), voetballer